# Корона (Калифорния)
Корона (англ. Corona) — город в штате Калифорния, США. Расположен в округе Риверсайд.

## Этимология
Первоначально город назывался Южный Риверсайд, пока не был переименован в 1896 году. Своё нынешнее название город получил через специфическую форму своих центральных улиц — Гранд-бульвар в центре города имеет форму кольца диаметром в одну милю и длиной в три мили. За эту особенность город получил и прозвище «Город-кольцо». Также Корона известен и как «Лимонная столица мира» за свою роль в цитрусовом буме в конце XIX столетия.

## История
Город был основан на пике цитрусового бума в Южной Калифорнии «Компанией земли и воды Южного Риверсайда», которая как раз занималась выращиванием цитрусовых. Это произошло в 1886 году. В последующие годы Корона стала воротами во Внутреннюю Империю, а потом и одним из главных пригородов Лос-Анджелеса.

## Население
На 2018 год в городе проживает 168 819 человек.
По данным переписи 2010 года, Корона имела население 152 374 человек, из которых 90 925 (59,7 %) белых, 8 934 (5,9 %) афроамериканцев, 15 048 (9,9 %) азиатов. Испаноязычное население составляло 66 447 человек (43,6 %).